# Una corda
una corda (Abk.: u. c., aus dem ital.: „eine Saite“, manchmal auch una chorda) bedeutet zweierlei: ein Klavier, bei dem jeder Taste nur eine Saite zugeordnet ist; und eine technische Spielanweisung für den Flügel, die dazu auffordert, das linke Pedal zu treten. Dadurch findet eine mechanische Positionsveränderung des Spielwerks statt, die Hämmer schlagen nur noch die Randsaiten (idealerweise nur eine Saite pro Taste, eben una corda) an und erzeugen dadurch leisere Töne. Die Spielanweisung tre corde (Abk.: t. c.) zeigt an, das Pedal wieder loszulassen.
Die mechanische Veränderung, die beim Treten des linken Pedals an einem Klavier in Flügelbauweise erfolgt, ist ursächlich für den Begriff una corda. Sonderanfertigungen heutiger Klaviere mit einer Saite pro Taste heißen Una Corda Pianos und greifen auf die Anfangszeit des Klaviers zurück, als es sich aus dem Cembalo (mit je einer Saite pro Taste) entwickelte. Es waren Lautstärkengründe, die dazu führten, mehrere Saiten pro Taste einzubauen. Der Klavierbauer David Klavins hat sich auf den Nachbau dieses historischen Konzepts spezialisiert.

## Una-corda-Pedal beim Flügel

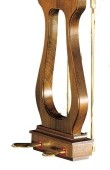
Linkes und rechtes Pedal eines Flügels (hinter der „Lyra“ die Verbindungsstangen aus Messing)

Das linke Pedal des Flügels bewegt die Mechanik mitsamt der Klaviatur und den Hämmern um einige Millimeter zur Seite (in der Regel nach rechts, bei Ibach und einigen weiteren Marken nach links). Die Kraftübertragung erfolgt über eine senkrecht nach oben ragende Messingstange und einen Metall- oder Holzwinkel. Im Diskant und der Mittellage schlagen die Hämmer nun nur noch zwei von drei Saiten eines Saitenchores an, im mittleren Bassbereich nur noch eine von zwei Saiten (una corda) – die Klangfülle ist reduziert, ein leiserer Ton wird erzeugt. Bei der Verschiebung treffen auch andere, meist weichere Stellen des Hammerkopffilzes auf die Saiten. Dadurch werden die Töne auch im einsaitig bespannten Kontrabass-Bereich leiser und weicher.
Aufgrund meist dreisaitiger Bezüge ab der Mittellage und des Anschlags von noch zwei der drei Saiten mit getretenem linken Pedal müsste heute präziser von due corde statt una corda gesprochen werden. Früher waren bei den Hammerflügeln oft nur zwei Saiten pro Ton bezogen; mit linkem Pedal wurde nur noch eine Saite angeschlagen, daher una corda.
Weil die Mechanik verschoben werden kann, spricht man auch von Verschiebung statt von una corda.

## Linkes Pedal beim Klavier
Beim Klavier führt das Treten des linken Pedals dazu, dass die Hämmer mittels der klappbaren Ruheleiste näher, ca. auf den halben Weg an die Saiten herangeführt werden, so dass der Beschleunigungsweg der Hämmer verkürzt wird, damit weniger Energie in die Hammerbewegung eingebracht werden kann und im Ergebnis leiser gespielt wird. Una corda ist somit zwar auch für das Klavier ein Begriff, wird aber technisch nicht im Sprachsinne umgesetzt. Gelegentlich wird – korrekter – auch vom „Leisepedal“ gesprochen. Bei hochwertigen Flügeln findet sich in seltenen Fällen auch ein viertes, links angebrachtes Pedal, das die gleiche Funktion einer Hammerwegverkürzung wie beim Klavier ausführt (Fazioli). Da diese Funktionen unabhängig voneinander sind, lassen sie sich auch kombinieren.

## Spielgefühl und Klangfarbe
Während sich die Mechanik beim Betätigen des linken Pedals am Flügel unverändert anfühlt, wird die Klavier-Mechanik leichtgängiger und unpräziser, weil beim ersten Teil des Tastenhubs keine Kraftübertragung auf den Hammer erfolgt. Außerdem ändert sich die Klangfarbe am Flügel wegen der Verschiebung der Hammerköpfe und der Resonanz der nicht direkt angeschlagenen Saiten, was am Klavier beides nicht der Fall ist.